# هانتینگتون، چشر
هانتینگتون (به انگلیسی: Huntington) یک روستا و محله مدنی در بریتانیا است که در چشر غربی و چستر واقع شده‌است. هانتینگتون ۲٬۱۱۵ نفر جمعیت دارد.